# Idunna

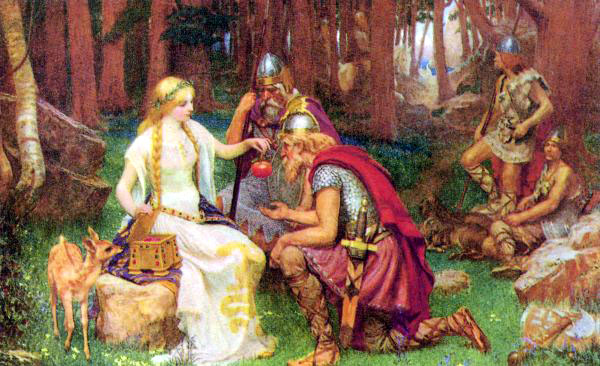
Zeii scandinavici erau nemuritori, datorită merelor de aur ale Idunnei, care i-au făcut să supraviețuiască până în ziua de Ragnarok. Imagine de J. Penrose, 1890.

În mitologia nordică, Idunna este zeița tinereței eterne, soția lui Bragi, zeul poeziei. Ea 
deține merele de aur ale tinereții.
Când un zeu simte bătrânețea apropiindu-se trebuie doar să 
mănânce niște mere fermecate pentru a deveni din nou tânăr. Idunna fost răpită de Thiazi, gigantul furtunii, iar în acea perioadă, zeii au început să îmbătrânească foarte mult. La răpire a contribuit și Loki, el fiind cel care a ademenit-o pe zeiță să iasă din Asgard. Zeii au aflat de fapta lui Loki și l-au pus să o readucă pe Idun. Zeița a fost salvată de
Loki, deghizat cu pielea de șoim a Freyei, și astfel au reîntinerit toți zeii.
Acest articol referitor la mitologia nordică  este deocamdată un ciot. Puteți ajuta Wikipedia prin completarea lui!
1. ↑  IeSBE / Idun[*] Verificați valoarea |titlelink= (ajutor)
2. ↑  IeSBE / Bragi[*] Verificați valoarea |titlelink= (ajutor)